# Stanić
Stanić is een plaats in de gemeente Cres in de Kroatische provincie Primorje-Gorski Kotar. De plaats telt 0 inwoners (2001).